# Homeland (Laurie Anderson)
Homeland è un album di Laurie Anderson pubblicato nel giugno 2010.
Tutte le musiche e tutti i testi sono di Laurie Anderson, tranne "Falling" scritto insieme a George W.S. Trow.

## Tracce
1. Transitory Life – 6:52
2. My Right Eye – 5:01
3. Thinking of You – 4:12
4. Strange Perfumes – 4:46
5. Only an Expert – 7:26
6. Falling – 3:19
7. Another Day in America – 11:24
8. Bodies in Motion – 7:10
9. Dark Time in the Revolution – 5:14
10. The Lake – 5:39
11. The Beginning of Memory – 2:45
12. Flow – 2:15